# Zimbabwe nos Jogos Olímpicos
O Zimbábue participou pela primeira vez dos Jogos Olímpicos sob essa designação em 1980, e enviou atletas para competirem em todos os Jogos Olímpicos de Verão desde então. Anteriormente, a Rodésia participou dos jogos em 3 ocasiões desde 1928. Participou dos Jogos Olímpicos de Inverno em uma única ocasião: em 2014, em Sóchi, na Rússia.
Atletas de Zimbábue ganharam um total de 8 medalhas: a surpreendente medalha de ouro do Hóquei sobre a grama nos Jogos Olímpicos de Verão de 1980, e sete medalhas da nadadora Kirsty Coventry, três em 2004 e quatro em 2008.
O Comitê Olímpico Nacional de Zimábue foi criado em 1934 e reconhecido pelo COI em 1980.

## Medalhistas
| Medalha | Nome | Jogos       | Esporte              | Evento               |
| ------- | --- | ----------- | -------------------- | -------------------- |
|         | Seleção de Hóquei sobre a grama Arlene Boxhall, Liz Chase, Sandra Chick, Gillian Cowley, Patricia Davies, Sarah English, Maureen George, Ann Grant, Susan Huggett, Patricia McKillop, Brenda Phillips, Christine Prinsloo, Sonia Robertson, Anthea Stewart, Helen Volk, Linda Watson | 1980 Moscou | Hóquei sobre a grama | Equipe feminino      |
|         | Kirsty Coventry | 2004 Atenas | Natação              | 200m costas feminino |
|         | Kirsty Coventry | 2004 Atenas | Natação              | 100m costas feminino |
|         | Kirsty Coventry | 2004 Atenas | Natação              | 200m medley feminino |
|         | Kirsty Coventry | 2008 Pequim | Natação              | 200m costas feminino |
|         | Kirsty Coventry | 2008 Pequim | Natação              | 100m costas feminino |
|         | Kirsty Coventry | 2008 Pequim | Natação              | 200m medley feminino |
|         | Kirsty Coventry | 2008 Pequim | Natação              | 400m medley feminino |

## Quadros de medalhas
| Edição                | Atletas      | Medalha de ouro | Medalha de prata | Medalha de bronze | Total de medalhas | Pos. |
| --------------------- | ------------ | --------------- | ---------------- | ----------------- | ----------------- | ---- |
| 1928 Amsterdã         | 2            | 0               | 0                | 0                 | 0                 | —    |
| 1932 Los Angeles      | Não competiu | —               |                  |                   |                   |      |
| 1936 Berlim           | Não competiu | —               |                  |                   |                   |      |
| 1948 Londres          | Não competiu | —               |                  |                   |                   |      |
| 1952 Helsinque        | Não competiu | —               |                  |                   |                   |      |
| 1956 Melbourne        | Não competiu | —               |                  |                   |                   |      |
| 1960 Roma             | 14           | 0               | 0                | 0                 | 0                 | —    |
| 1964 Tóquio           | 29           | 0               | 0                | 0                 | 0                 | —    |
| 1968 Cidade do México | Não competiu | —               |                  |                   |                   |      |
| 1972 Munique          | Não competiu | —               |                  |                   |                   |      |
| 1976 Montreal         | Não competiu | —               |                  |                   |                   |      |
| 1980 Moscou           | 42           | 1               | 0                | 0                 | 1                 | 23   |
| 1984 Los Angeles      | 15           | 0               | 0                | 0                 | 0                 | —    |
| 1988 Seul             | 29           | 0               | 0                | 0                 | 0                 | —    |
| 1992 Barcelona        | 19           | 0               | 0                | 0                 | 0                 | —    |
| 1996 Atlanta          | 13           | 0               | 0                | 0                 | 0                 | —    |
| 2000 Sydney           | 16           | 0               | 0                | 0                 | 0                 | —    |
| 2004 Atenas           | 12           | 1               | 1                | 1                 | 3                 | 49   |
| 2008 Pequim           | 13           | 1               | 3                | 0                 | 4                 | 38   |
| 2012 Londres          | 7            | 0               | 0                | 0                 | 0                 | —    |
| 2016 Rio de Janeiro   | 31           | 0               | 0                | 0                 | 0                 | —    |
| 2020 Tóquio           | 5            | 0               | 0                | 0                 | 0                 | —    |
| 2024 Paris            | 7            | 0               | 0                | 0                 | 0                 | —    |
| 2028 Los Angeles      |              |                 |                  |                   |                   | -    |
| 2032 Brisbane         |              |                 |                  |                   |                   | -    |
| Total                 | Total        | 3               | 4                | 1                 | 8                 | 86   |

| Edição                       | Atletas      | Medalha de ouro | Medalha de prata | Medalha de bronze | Total de medalhas | Pos. |
| ---------------------------- | ------------ | --------------- | ---------------- | ----------------- | ----------------- | ---- |
| 2014 Sóchi                   | 1            | 0               | 0                | 0                 | 0                 | —    |
| 2018 PyeongChang             | Não competiu | —               |                  |                   |                   |      |
| 2022 Pequim                  | Não competiu | —               |                  |                   |                   |      |
| 2026 Milão-Cortina d'Ampezzo |              |                 |                  |                   |                   | —    |
| Total                        | Total        | 0               | 0                | 0                 | 0                 | —    |